# Beatriz de Coimbra
Beatriz de Portugal ou de Coimbra (circa 1435 - Bruges, Fevereiro de 1462) foi a segunda filha do infante D. Pedro de Portugal, Regente de Portugal (1439-1448) e 1.º Duque de Coimbra, e de D. Isabel de Urgel.
Na sequência da morte do pai na Batalha de Alfarrobeira (1449), Beatriz refugiou-se com a mãe e as irmãs Filipa e Catarina em casas de amigos e de religião, acabando por ser acolhida juntamente com os seus irmãos Jaime e João na Borgonha por sua tia, a duquesa Isabel de Portugal, chegando a Bruges em 26 de novembro de 1450.
Em 13 de maio de 1453 casou-se com Adolfo de Clèves, senhor de Ravenstein (1425-1492), filho de Adolfo I de Clèves e de Maria de Borgonha (irmã do duque Filipe III, marido da sua tia Isabel), de quem teve dois filhos:
1. Filipe (1456-1528), senhor de Ravenstein, Wijnendale and Enghien;
2. Luísa (1457-1458).

Beatriz (conhecida como Madame de Ravenstein) continuou a viver na companhia da tia, participando em todos os grandes eventos da corte, sendo madrinha de Maria de Borgonha. Morreu em 1462 sob suspeita de envenenamento.